# 13 rigtige
13 rigtige er et opsamlingsalbum med Gnags, udsendt i 1986. Foruden sange fra tidligere Gnags-plader indeholder det numrene "Gnags' julesang" og "Elskende i sommerlandet", der blev udgivet på single i hhv. 1982 og 1985.

## Numre

### Side 1
1. "Safari" (3:12)
2. "Vilde kaniner" (4:10)
3. "Slingrer ned ad Vestergade" (4:14)
4. "Intercity" (3:55)
5. "Går med hunden gennem byen" (3:17)
6. "Ritas rock'n roll band" (3:33)
7. "Gnags' julesang" (3:38)

### Side 2
1. "Kærester" (4:18)
2. "Fuldmånen lyser" (3:46)
3. "Elskende i sommerlandet" (4:26)
4. "Rytmehans" (3:20)
5. "Under bøgen" (2:57)
6. "Burhøns" (7:48)